# 公用語
公用語（こうようご）とは、国、州など、ある集団・共同体内の公の場において用いることを公式に規定した言語を指す。その集団が有する公的機関には義務が課され、公的情報を発信する際等には公用語を用いなければならない。
ある国において公用語として複数の言語が定められた場合には、その全ての言語を用いて公的情報を国民へ伝えなければならない。従ってこの場合、国家（あるいは集団）の公的機関は、全ての公用語を併記し通訳して伝えることになる。これによって、指定された複数の言語のうちどれか一つの言語だけを理解する国民（や構成員）に対しても不利益を生じさせないという原則が守られる。
一言語集団が大多数を占める国家や圧倒的に強い力を持っている国家の場合、公用語を法律で定めていない場合もある。

## 概説
公用語は、一つの共同体内で複数の言語が使用されている場合に、公的な分野において意志の疎通を円滑にする目的で、憲法や法律などの法規範によって指定されるのが一般的である。これに対し、方言こそあるものの、一つの言語の話者が圧倒的多数の国である場合、法律で定めるまでもなく、その言語が事実上公用語の役割をしている場合がある。日本における日本語がこれにあたる（ただし、裁判所法第74条は「裁判所では、日本語を用いる。」と定めている）。圧倒的多数の同一言語話者がいる場合でも、法的な定めを置く例もある。
一方、国内に複数の言語の話者がいるにもかかわらず、公用語を正式に指定することなく、政治的、社会的な上層階級の間で話されている言語が事実上の公用語になっている場合もある。アメリカ合衆国における英語がこれにあたる。しかし、州レベルでは、2004年現在、全50州中27州が法律で英語を公用語と定めている。この中には、英語だけを公用語とする州もあれば、英語に加えて他の1つの言語（例：スペイン語）を事実上の公用語とする州もある。なお、連邦最高裁は英語だけを公用語と定めていたアリゾナ州の法律について、1998年4月に違憲判決を下している。
国だけでなく国際連合や欧州連合（EU）などでも公用語は指定されている（国際機関の公用語の一覧）。国連の公用語は英語、フランス語、ロシア語、中国語、スペイン語、アラビア語の6つである。これらは、第二次世界大戦の戦勝国五大国であるアメリカ・イギリス・フランス・ソビエト連邦→ロシア・中華民国→中華人民共和国の公用語に、多くの国で話されているスペイン語（スペイン本国に加えて、ブラジルを除くラテンアメリカ諸国における共通言語となっている）とアラビア語（中東と北アフリカにおける共通言語）を加えたものである。
公用語の指定に関しては様々な基準があるが、一般的にその集団内で使用する者の数が最も多い言語や高度な概念を表現しうる言語が選ばれる。しかし、政治的に強い権力をもった民族の言語が多くの国民の意に反し公用語に指定されることもある。民族と言語は密接に結びつき、しばしば深刻な問題を引き起こすので、複数の言語を公用語に定めている国も多い。
ニュージーランドやパプアニューギニア、韓国などでは手話も公用語に定めている。

## ヨーロッパ、カナダの公用語

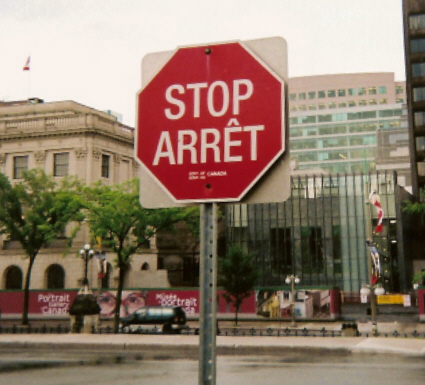
英語・フランス語併記の標識（カナダの首都オタワ）

ヨーロッパには複数の公用語を持つ国がある。国全体で、2つ以上の公用語が認められている場合もあれば、特定の地方で国家全体の公用語以外の言語、つまり地方の公用語が定められている場合もある。
例えば、ベルギーではフランス語・オランダ語（フラマン語）・ドイツ語、スイスではドイツ語・フランス語・イタリア語・ロマンシュ語、アイルランドではアイルランド語・英語、フィンランドではフィンランド語・スウェーデン語を公用語としている。スペインでは、国全体の公用語であるカスティーリャ語（スペイン語）のほかに、自治州憲章によってカタルーニャ語（バレンシア語）、バスク語、ガリシア語がそれぞれの地方公用語に制定されている。カナダでは英語とフランス語を公用語としている。それぞれの国内では全ての公用語で情報が行き渡るようになっている。例えば、国内で生産されるお菓子の内容表示や道路標識なども複数言語による併記となっており、教育やマスコミなどにおいてもその使用が保証されている。

## 旧植民地国家の公用語
アジア・アフリカなどの旧植民地国家では、実際の母語話者は極めて少数であるにもかかわらず、旧宗主国の言語（英語、フランス語、スペイン語及びポルトガル語）が現在も公用語とされている事が多い。これは主に以下のような理由による。
- その地域に多数の言語が存在し、意思疎通が困難である
- 文字言語がなく、文書で記述することができない
- 政治・経済・教育など近代的諸制度を運営していく上で、それら制度の用語が充実した旧宗主国の言語を使用せざるをえない
- 独立運動や国家運営を指導するインテリ層が、旧宗主国の言語で高等教育を受けている
- 旧宗主国に加え、旧宗主国の言語を使う諸外国とのつながりが今でも強く、イギリス連邦やフランコフォニー国際機関、またポルトガル語諸国共同体などを通じた国際連携の観点から旧宗主国の言語が必須

このような国では、旧宗主国の言語を公用語として使用する場合と、最も使用する者の数が多い部族の言語を公用語としている場合がある。被植民側の言語には文字がない事も多く、アルファベットの発音をあててアルファベット表記することが多い。
ケニアではスワヒリ語と英語、フィリピンではタガログ語を基本とするフィリピン語と英語が公用語になっており、これらはそれぞれ義務教育によって全国で教育されている。また、これらの国には非常に多くの地方言語が存在することから、地方の言語、多数部族言語の公用語、旧宗主国言語の公用語と合わせると、多くの少数民族は3つの言語を使用することになる。ただし公用語化されない地方の言語には文字がないことが多く、公用語の普及と共にそのほとんどが消滅していく傾向にある。

## 欧州連合の公用語
欧州連合では、1958年4月15日に採択された欧州経済共同体理事会規則 No.1 の第1条において欧州連合の公用語を定めている。この規則は幾度も改正されており、2013年7月1日以降、欧州連合の公用語となっているのはブルガリア語、クロアチア語、チェコ語、デンマーク語、オランダ語、英語、エストニア語、フィンランド語、フランス語、ドイツ語、ギリシア語、ハンガリー語、アイルランド語、イタリア語、ラトビア語、リトアニア語、マルタ語、ポーランド語、ポルトガル語、ルーマニア語、スロバキア語、スロベニア語、スペイン語、スウェーデン語の計24の言語である。原則として各加盟国の公用語を欧州連合の公用語としているが、ルクセンブルクの公用語の1つであるルクセンブルク語と、キプロスの公用語の1つであるトルコ語は含まれていない。すべての欧州連合の公式文書はこの24の公用語に翻訳されている。ただし、アイルランド語については、特例に基づき、一部のみ提供されている。具体的にはEU官報で主要立法、および国際条約の一部のみである。なおイギリスがEUを離脱しても、英語はアイルランドとマルタの公用語の一つであるためEU公用語にとどまる。また加盟国が増えると公用語も増えることがある。欧州連合は加盟国の拡大を目指しているものの、それに伴う公用語の増大により相互翻訳作業は級数的に増大し、微妙な翻訳表現の違いも問題化している。

## 公用語の役割と重要性
複数の公用語を定める場合には、どちらか一方の言語のみを使用する者に不利益を与えてはならないため、役所を始め、通訳、翻訳および併記の必要性が生じ、また、複数言語に精通した役人を置くなど多大なコストがかかる。
公用語に指定された言語には決まった表記法が存在し会話言語のような方言的誤謬がない。そのためその域内は標準となる言語で統一され情報が末端まで正確に伝わることになる。このことは情報伝達の手段としては大変有効であるが、一方で公用語に指定されない少数話者の言語が人為的に消滅することとなる。